# 奧達亞 (戈洛瓦尼夫西克區)
48°17′30″N 30°33′29″E / 48.29167°N 30.55806°E
奧達亞（烏克蘭語：Одая）是烏克蘭中部的村莊，隸屬基洛夫格勒州的霍洛瓦尼夫斯克區。該村面積0.87平方公里，海拔高度168米，2001年人口150，人口密度每平方公里173.4人。